# 季什科維奇 (莫斯季斯卡區)
49°42′55″N 22°55′25″E / 49.71528°N 22.92361°E
季什科維奇（烏克蘭語：Тишковичі），是烏克蘭西部的村莊，隸屬利維夫州的亞沃里夫區。該村面積0.81平方公里，海拔高度247米，2024年人口245，人口密度每平方公里334.57人。